# Arthur Harris
Sir Arthur Travers Harris, britanski letalski maršal, * 13. april 1892, Cheltenham, Gloucestershire, Anglija, † 5. april 1984, Henley, Oxfordshire, Anglija.

## Življenjepis
Med drugo svetovno vojno je bil poveljnik britanskih strateških bombnikov in pobudnik strateškega bombardiranja Nemčije.

## Dela
- Bombniška ofenziva.